# Donald Bradman
Sir Donald „Don“ George Bradman, AC (* 27. August 1908 in Cootamundra, New South Wales; † 25. Februar 2001 in Adelaide) war ein australischer Cricketspieler und statistisch der beste Batsman aller Zeiten. Bis heute ist er einer der populärsten australischen Sportler überhaupt.

## Leben

### Sportliche Karriere
Bradman spielte zwischen 1928 und 1948 Test Cricket, mit einer achtjährigen Zwangspause wegen des Zweiten Weltkrieges. Bedeutsam ist insbesondere seine Beteiligung an Bodyline im Rahmen der Ashes 1932–33.

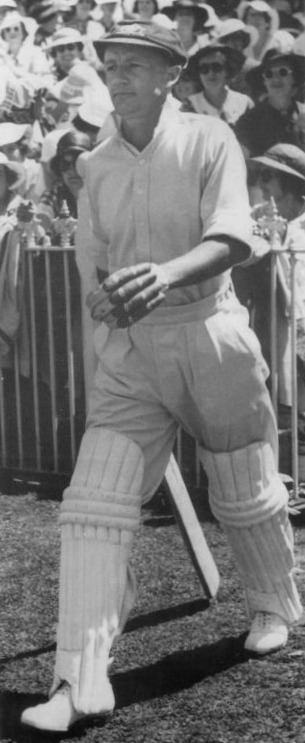
Bradman 1937 vor einem Spiel gegen England im Melbourne Cricket Ground

Während seiner aktiven Zeit dominierte Bradman das Cricketspiel scheinbar nach Belieben. In seinen 52 Test Matches und 80 Innings für das australische Team erzielte er 29 Centuries und 13 Halfcenturies. Er hielt viele Weltrekorde (höchste Anzahl von Runs pro Innings, 334) und sein Durchschnitt an Runs („Batting Average“), also die durchschnittliche Anzahl der Runs pro Ausscheiden, wird bis heute von keinem Spieler auch nur annähernd erreicht. In seinem letzten Innings hätte Bradman lediglich vier Runs gebraucht, um seine Karriere mit einem dreistelligen Average zu beenden. Stattdessen erzielte er keinen einzigen Run, sodass es bei einem Durchschnitt von 99,94 blieb.

### Nach dem Sport
Nach dem Ende seiner sportlichen Karriere wurde Bradman ein erfolgreicher Börsenmakler und Firmenmanager. Daneben engagierte er sich weiter im australischen Cricket. Als De-facto-Vorsitzender des Australian Cricket Board wird er von einigen als zumindest mitverantwortlich für die zeitweilige Spaltung des Cricket im Rahmen der World Series Cricket gesehen.

### Auszeichnungen
Nachdem er bereits 1931 Wisden Cricketer of the Year war, wurde er im Jahr 2000 mit 100 von 100 möglichen Stimmen in die Liste der fünf Wisden Cricketers of the Century gewählt, das heißt in die Liste der fünf besten Cricketspieler des 20. Jahrhunderts.
1949 wurde er als erster und bislang einziger australischer Cricketspieler als Knight Bachelor in den Adelsstand erhoben.
Der Asteroid des inneren Hauptgürtels (2472) Bradman wurde nach ihm benannt.

## Bedeutung Bradmans
Die sportlichen Leistungen Bradmans zur Zeit der großen Depression bewirkte ein Medienecho, das zu seinem Status als australischem Nationalheld und Identifikationsfigur führte. Die Bedeutung Bradmans geht weit über die Anerkennung seiner sportlichen Höchstleistungen hinaus. Bis heute haben die Postfächer der Australian Broadcasting Corporation in Anerkennung seines Durchschnitts die Nummer 9994.

## Trivia
Donald Bradman besaß den teuersten Cricketschläger der Welt. Dieser, genannt „The Don“, kam bei Bradmans Test-Debüt 1928 zum Einsatz und wurde am 24. September 2008 für umgerechnet 108.000 Euro im Auktionshaus Leski Auctions im australischen Melbourne versteigert.
Die österreichische Airline Lauda Air benannte eine Boeing 777 nach Bradman. Sie flog von 2002 bis zur Übernahme durch die Austrian Airlines 2007 unter diesem Namen unter anderem auch auf der Strecke Wien-Sydney.
Donald Bradman war ein Mitglied im Bund der Freimaurer.